# 約尼奧戈
約尼奧戈（法語：Yognogo），是馬里的城鎮，位於該國西部，由錫卡索區的庫蒂亞拉省負責管轄，面積66平方公里，海拔高度304米，2009年人口5,700，人口密度每平方公里86人。